# Patty Pravo
Patty Pravo, pseudonimo di Nicoletta Strambelli (Venezia, 9 aprile 1948), è una cantante italiana.
Considerata una delle maggiori protagoniste della canzone italiana nella seconda metà del XX secolo, nella sua lunga carriera ha attraversato svariate fasi musicali, reinventando continuamente la propria immagine e la propria musica: da esponente del beat a interprete della canzone d'autore italiana e francese, quindi sperimentatrice del pop rock nelle sue varie declinazioni. Biafra (1976) è stato tra i primi album italiani a presentare tracce funky e new wave.
La peculiare timbrica bassa e sensuale, le provocazioni e gli eccessi l'hanno resa un'icona di trasgressione, che ha contribuito all'evoluzione del costume e dei canoni legati alla figura dell'interprete femminile in Italia.
Per lei hanno scritto cantautori come Franco Califano, Federico Zampaglione, Lucio Battisti, Paolo Conte, Francesco Guccini, Gino Paoli, Riccardo Cocciante, Francesco De Gregori, Bruno Lauzi, Antonello Venditti, Ivano Fossati, Vasco Rossi, Mango, Lucio Dalla, Vangelis, Ennio Morricone, Ivan Cattaneo, Roberto Vecchioni, Enrico Ruggeri,  Bruno Bergonzi, Franco Battiato, Loredana Bertè, Tiziano Ferro e Gianna Nannini. Nel 2014, la cantautrice statunitense Lana Del Rey ha affermato di ispirarsi alla sua gestualità degli anni sessanta.
Fra i suoi brani di maggior successo si annoverano La bambola (1968), Pazza idea (1973), Pensiero stupendo (1978) e ...e dimmi che non vuoi morire (1997). Su dieci partecipazioni al Festival di Sanremo ha raggiunto nove volte la finale e si è aggiudicata quattro Premi della Critica, l'ultimo dei quali nel 2016 con il brano Cieli immensi.

## Biografia
Nicoletta Strambelli nasce il 9 aprile 1948 a Venezia, precisamente a Santa Marta nel sestiere di Dorsoduro, da una famiglia di umili origini: il padre Aldo Strambelli (1919-1991) era motoscafista, mentre la madre Bruna Caporin (1927-2018) casalinga. Trascorre l'infanzia e la prima adolescenza nella casa di Campo dei Sechi della nonna Maria a cui i genitori, che abitano coi due figli minori a Mestre, la affidano. Fin dall'età di sette anni studia pianoforte, prima con la maestra Masin Crovato e dai dieci ai quindici anni presso il Conservatorio Benedetto Marcello, senza tuttavia conseguire il diploma.
Nel 1965 comincia a esibirsi nei locali veneti col nome di Guy Magenta in duo con Italo Janne, finché nel 1966 si trasferisce a Roma, dove l'avvocato e agente Alberigo Crocetta la scopre durante una serata al famoso Piper Club, motivo per cui Patty Pravo verrà soprannominata "La ragazza del Piper". Alla scoperta contribuisce Luigi Tenco, invitando la giovane al proprio tavolo (dov'era con Renzo Arbore, Crocetta e Gianni Boncompagni) dopo averla approcciata sulla pista da ballo. Crocetta la ribattezza Patty Pravo ("un nome veloce come la vita dei giovani"), forse alludendo ai Provos olandesi e all'assonanza con "depravato". La cantante dichiarerà di aver scelto il proprio cognome d'arte in riferimento al canto terzo dell'Inferno dantesco, nel quale è presente il verso "guai a voi anime prave", cioè "anime malvagie".

### Gli esordi: gli anni sessanta

#### La ragazza del Piper (1966-1967)
Nell'autunno 1966 incide per l'etichetta ARC (appartenente alla RCA) il suo primo singolo, Ragazzo triste (versione italiana di But you're mine di Sonny & Cher tradotta da Boncompagni) col quale partecipa alla trasmissione televisiva Scala Reale (esibendosi in smoking nero maschile il 12 novembre 1966) e che detiene un primato: è la prima canzone pop a essere trasmessa da Radio Vaticana, mentre la Rai censura il verso:

Patty Pravo assieme a Lucio Dalla e Luigi Tenco (novembre 1966)

ritenuto eccessivamente contestatario, che si trasforma in:
Il personaggio catalizza ben presto l'attenzione del pubblico, grazie alla sua presenza scenica e alla fortissima personalità interpretativa:
(Carlo Galimberti, da La Tribuna illustrata del 26 novembre 1966)
(Renato Zero)
Per la "Ragazza del Piper" è solo il primo di una lunga serie di successi con canzoni a metà tra il beat e il melodico: prime, nel 1967, la scanzonata Qui e là (cover dell'originale Holy Cow di Lee Dorsey) che ammicca ancora all'immaginario della libertà giovanile, con cui si esibisce alla trasmissione televisiva Partitissima il 23 settembre 1967, e la romantica Se perdo te (versione italiana del brano The time has come, di P. P. Arnold, molto più lenta dell'originale), destinata a rimanere un classico del suo repertorio, nonché una delle sue più importanti interpretazioni. Frattanto spiazza la stampa e i benpensanti con interviste molto provocatorie per quegli anni, esprimendosi a favore dell'aborto, del divorzio, della piena libertà sessuale per le donne come per gli uomini.

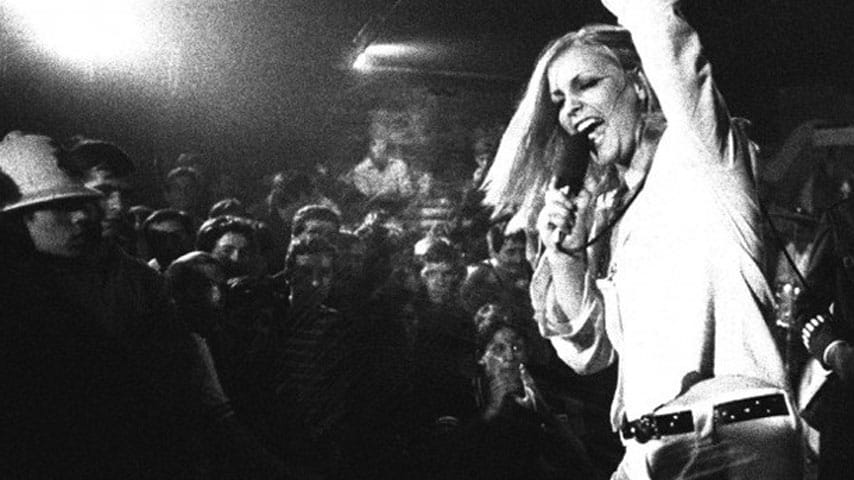
Patty Pravo al Piper Club

Sempre nel 1967 figura tra gli artisti che aprono la tournée italiana degli Who e appare nel cortometraggio Passeggiando per Subiaco, esibendosi nel brano Qui e là, girato e prodotto da Tullio Piacentini; tra gli altri attori è presente il giovane Lucio Dalla con la canzone Il cielo.
(Franco Battiato)
Lo stesso anno prende parte alla serie TuttoTotò nella puntata Totò Ye Ye, in veste di presentatrice. Alla fine della puntata si esibisce col brano Sto con te. Partecipa anche ad alcuni musicarelli, tra i quali: Una ragazza tutta d'oro, dove interpreta Ragazzo triste e Respect (Rispetto), L'immensità, I ragazzi di Bandiera Gialla, Il ragazzo che sapeva amare e La coppia più bella del mondo; nei quali si esibisce con Qui e là.

#### Il successo deLa bambola: la consacrazione (1968-1969)

Patty Pravo partecipa a Canzonissima, condotta da Mina, Walter Chiari e Paolo Panelli, con La bambola, il 28 settembre 1968

Su pressioni della casa discografica, nel 1968 pubblica La bambola, brano che non le è mai piaciuto perché la costringeva a immedesimarsi in uno stereotipo di donna completamente dipendente dal suo uomo. Il 45 giri che il 4 maggio 1968 raggiunge la prima posizione per nove settimane ottiene però un successo planetario, diventando immediatamente il suo "marchio di fabbrica" con oltre nove milioni di copie vendute (che negli anni a venire diventeranno 40 milioni, in totale, in tutto il mondo). Con La bambola, Patty si esibisce al programma televisivo Canzonissima il 28 settembre 1968. In Italia, La bambola sarà il secondo 45 giri più venduto del 1968. Successivamente entrano in classifica anche Sentimento e Tripoli 1969 (di Paolo Conte); brani con cui partecipa alla trasmissione Canzonissima 1968.
Pubblica, sempre sotto l'etichetta ARC (RCA), il suo album di esordio intitolato Patty Pravo che contiene i suoi primi successi quali La bambola, Ragazzo triste, Se perdo te e Qui e là, più altri brani già pubblicati su 45 giri e altre versioni di brani celebri (Yesterday dei Beatles). L'album è il quarto più venduto dell'anno e verrà inserito nella classifica dei 100 dischi italiani più belli di sempre secondo Rolling Stone Italia.
Numerose le partecipazioni a trasmissioni televisive, Caroselli e pubblicità per il marchio di gelati Algida, per cui realizza anche degli spot, nei quali si esibisce con Qui e là, Se c'è l'amore, Ci amiamo troppo, La bambola e Vecchio mondo. Bionda, esile e molto bella, disinibita e portabandiera della generazione sessantottina, oltre che dotata di un'inconsueta voce roca e profonda, Patty ha un'immagine magnetica ed energica che la farà diventare simbolo dell'emancipazione femminile e idolo beat.

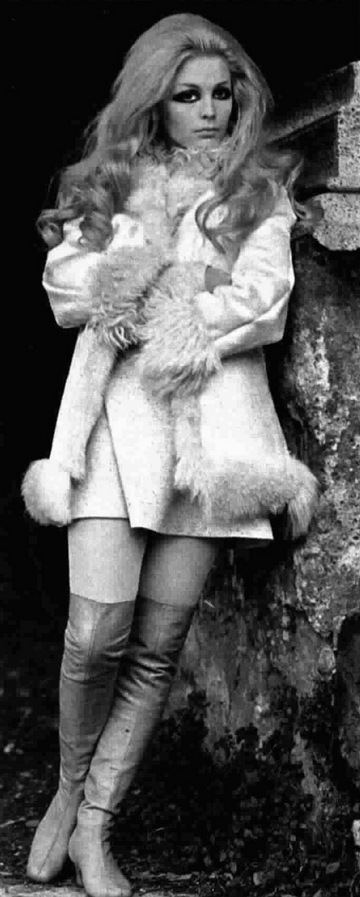
Patty Pravo ritratta dal fotografo Pietro Pascuttini (1969)

Tuttavia è di questo periodo la sua bocciatura al provino per Il giardino dei Finzi-Contini, film di Vittorio De Sica dal romanzo di Giorgio Bassani: il grande regista l'aveva valutata addirittura per il ruolo della protagonista; mentre intraprende il ruolo di doppiatrice in un film di Gianni Bisiach, nel ruolo di Jacqueline Kennedy. Per i concerti e i dischi ingaggia un gruppo inglese che si esibisce al Piper Club, i Cyan Three, e si fidanza con il batterista, Gordon Angus Faggetter. Il gruppo l'accompagnerà fino al 1971. Sempre al Piper vede esibirsi dei giovanissimi Pink Floyd, che suonano nell'aprile 1968.
Durante un viaggio negli USA, si esibisce a Houston (dove visita il Centro spaziale della NASA) ed è ospite al party della RCA americana a New York.

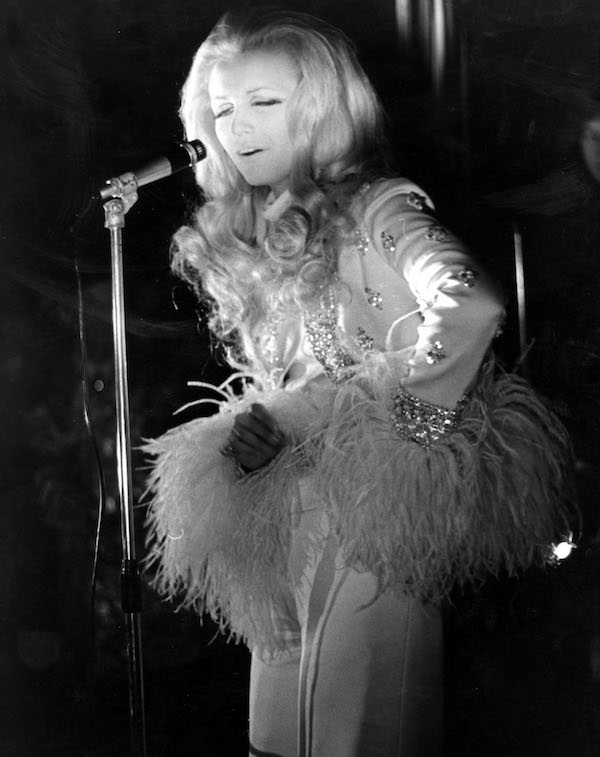
Patty Pravo in concerto al Piper Club nel 1969

Nel 1969 si esibisce a Uzhgorod, in URSS, per i ventimila soldati dell'Armata Rossa impegnati nelle riprese del film di coproduzione italo-sovietica Waterloo. Sempre nel 1969 esce Il paradiso, scritta da Mogol e Lucio Battisti, ma non si trattava di un brano inedito. Era già stato pubblicato un anno prima col titolo Il paradiso della vita da Ambra Borelli (in arte La Ragazza 77), passando però inosservato. Subito dopo il gruppo britannico Amen Corner la incide in inglese (If Paradise Is Half As Nice), decretandone il successo europeo. Ed è allora che la RCA decide di rilanciare la canzone anche in Italia, affidandola a Patty Pravo, con un nuovo arrangiamento curato da Piero Pintucci.
Il produttore Lilli Greco le cuce addosso un progetto ambizioso: un album sul cui lato A viene inciso un vero e proprio concerto di 12 minuti circa, in cui la giovane cantante spazia da un'aria all'altra col supporto di un'orchestra di 90 elementi. Concerto per Patty si rivela un vero e proprio esperimento, che musicalmente anticipa certi sviluppi del progressive. La seconda facciata funge da traino, con brani già usciti su 45 giri quali Tripoli 1969 e Il paradiso e altri brani, fra cui Un'ora fa di Fausto Leali e la versione strumentale di With a Little Help from My Friends dei Beatles, eseguita al pianoforte dalla stessa Patty Pravo. È anche protagonista di uno speciale televisivo curato da Antonello Falqui (Stasera: Patty Pravo), con la partecipazione di Don Lurio, Luciano Salce, Wanda Osiris, Franca Valeri, Donyale Luna, Paolo Villaggio ed Aldo Fabrizi.
Nell'autunno del 1969 presenta a Canzonissima un nuovo 45 giri, che comprende sul lato A la melodrammatica Nel giardino dell'amore (cover del brano Rain di José Feliciano), con cui accede alla seconda fase, e sul lato B la meno fortunata Ballerina ballerina, che le preclude l'accesso alla semifinale.

### Gli anni settanta

#### Il cambiamento di repertorio: dal beat alla melodia (1970)

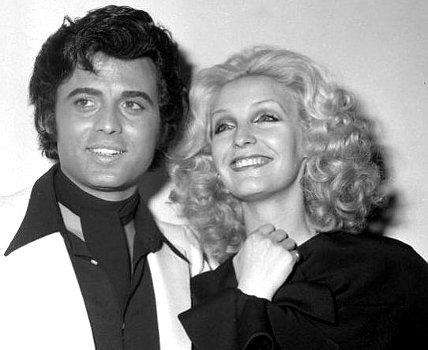
Patty Pravo con Little Tony al Festival di Sanremo 1970, dove vince il premio giornalistico alla migliore interpretazione

Dubbiosa sull'immagine di lei su cui Crocetta puntava, rompe i rapporti col manager in favore dell'astrologa e guida spirituale Linda Wolf, che ne diverrà inseparabile consigliera:
Nel 1970 arriva al Festival di Sanremo con La spada nel cuore in coppia con Little Tony, classificandosi al quinto posto e vincendo un premio giornalistico istituito per lei. Pubblica il 45 giri La spada nel cuore/Roma è una prigione e incide Per te (scritta per lei da Lucio Battisti), con cui si esibisce a Canzonissima il 17 ottobre, che inserisce nel suo secondo album omonimo, poi soprannominato Cimiteria per l'immagine gotica e crepuscolare di copertina, disegnata da Gordon Angus Faggetter (il batterista dei Cyan Three). È l'anno dell'abbandono definitivo del beat in favore di un repertorio più maturo e raffinato, con una particolare attenzione verso la canzone d'autore italiana e internazionale; la ragazza ribelle viene soppiantata nell'aspetto da una figura severa ed enfatica, a tratti drammatica, coi capelli tirati indietro in uno chignon.
A settembre partecipa alla Mostra Internazionale di Musica Leggera di Venezia con un brano del cantante canadese Robert Charlebois intitolato La solitudine, pubblicato anche su 45 giri (La solitudine/1941). Partecipa a Canzonissima 1970, alla fine dell'anno, con due delle sue più grandi interpretazioni: Non andare via (adattamento in italiano di Gino Paoli del classico Ne me quitte pas di Jacques Brel), che interpreta il 17 ottobre 1970 e che pubblica anche su 45 giri (Non andare via/Un poco di pioggia), e la maestosa Tutt'al più, con cui partecipa il 21 novembre 1970, che pubblica su 45 giri (Tutt'al più/Chissà come finirò) e che entrerà in classifica anche in Francia raggiungendo la quarta posizione. Consolida il proprio successo oltralpe realizzando lo speciale televisivo a colori Bravo Pravo (che sarà anche il titolo del nuovo LP) diretto da Jean-Christophe Averty e interamente incentrato su di lei, in onda alla TV francese il 31 dicembre 1970. Un simile onore, mai riservato prima a un'artista non francese, e l'intensità recitativa delle sue interpretazioni (in Non andare via la tensione emotiva è tale da non riuscire a trattenere le lacrime) le valgono l'appellativo di "Édith Piaf italiana".
Partecipa, all'inizio dell'anno successivo, alle riprese dello sceneggiato televisivo A come Andromeda nel ruolo della protagonista (l'aliena Andromeda, un essere sintetizzato da un calcolatore), ma dopo un mese circa, si ritira dal set per motivi mai chiariti. Verrà sostituita dall'attrice Nicoletta Rizzi.

#### La trilogia Phonogram (1971-1972)
Nel 1971 lascia, non senza qualche polemica, la RCA e passa alla Philips, casa discografica del gruppo Phonogram: il primo dei numerosi cambi di etichetta musicale effettuati dalla cantante, che non esiterà a stracciare contratti esclusivi pur di essere lasciata libera di gestire la propria vita artistica secondo l'inclinazione del momento, indipendentemente dalle logiche commerciali.
Per la nuova etichetta Patty Pravo incide tre album di assoluto pregio, da lei interamente prodotti che prendono il nome di Trilogia Phonogram (o Trilogia Philips). Il primo della trilogia è Di vero in fondo (1971), da cui viene estratto il 45 giri Love Story/Di vero in fondo (Love Story è ispirato all'omonimo romanzo di Erich Segal, nonché all'omonimo film). Nell'album duetta con Vinícius de Moraes (Samba-Preludio), e interpreta i brani Canzone degli amanti di Jacques Brel (testo italiano di Sergio Bardotti e Duilio Del Prete), E tornò la primavera di Francesco Guccini e Deborah Kooperman, Emozioni di Lucio Battisti e la stessa Di vero in fondo, scritta da Gino Paoli.
Il 16 ottobre e il 20 novembre 1971 partecipa a Canzonissima, dando prova della sua grande capacità d'interpretazione, rispettivamente con Non ti bastavo più e Preghiera, quest'ultima tratta dal nuovo LP Per aver visto un uomo piangere e soffrire Dio si trasformò in musica e poesia, secondo lavoro realizzato con la Phonogram, coi sofisticati arrangiamenti di Bill Conti e Luis Bacalov. Il disco, interamente concepito senza hit, rappresenta il culmine della sua espressione più matura e teatrale.

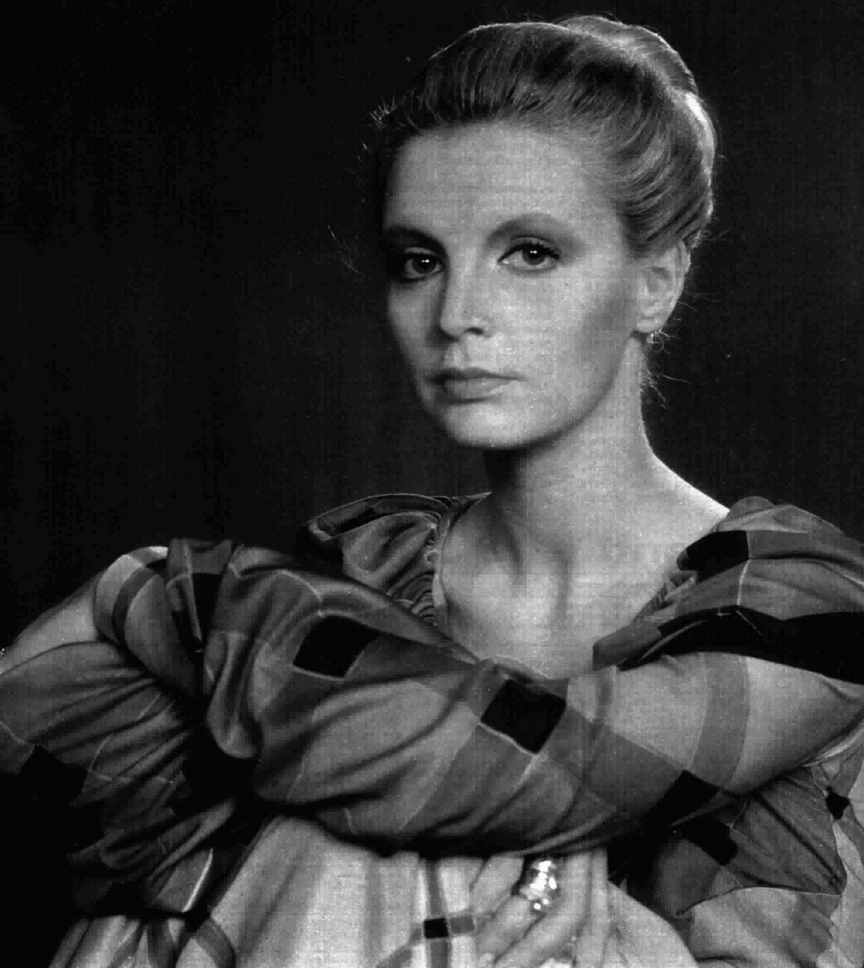
Patty Pravo all'epoca delle nozze con Baldieri (1972)

Il 12 dicembre 1971, poco dopo un concerto, in provincia di Lucca, una donna (precedentemente internata in un manicomio) le lancia un pesante posacenere di cristallo in viso, che la colpisce in fronte e nel mento, provocandole un trauma facciale e la rottura di tre incisivi. Si riprende presto dall'incidente, tornando sulla scene già il 31 dicembre, nello show di fine anno Cento di queste sere.
Nel 1972 pubblica l'ultimo album della trilogia, Sì... Incoerenza, affidandosi a personalità del calibro di Léo Ferré, del quale incide Col tempo (probabilmente il brano che la stessa Pravo preferisce all'interno del proprio repertorio), Piccino e La solitudine. Fra le altre, l'album contiene: Per me amico mio, cover del famoso brano del duo Sonny & Cher A cowboy's work is never done; Non so perché mi sto innamorando, versione italiana di The Way of Love (ancora di Cher); e A Modo Mio (un'altra delle sue migliori prove d'interprete), cover della celeberrima My Way di Frank Sinatra, e il cui testo italiano, costruito sulla personalità della cantante, porta la firma della stessa Pravo, di Alberto Testa e di Andrea Lo Vecchio.
Dall'album viene estratto anche un 45 giri (Io/Un po' di più), che non ottiene successo probabilmente anche a causa di uno scarso missaggio del brano inciso sulla facciata principale: Io di Bigazzi/Cavallaro. Il 2 febbraio 1972 sposa a sorpresa e con grande eco mediatica l'arredatore romano Franco Baldieri (da cui si separerà poco tempo dopo), sancendo la rottura del discusso sodalizio con Linda Wolf. Verso la fine dell'anno si lega al componente dei Pooh Riccardo Fogli.

#### Pazza ideae il secondo periodo RCA (1973-1976)
Successivamente ritorna a una dimensione pop (anche a livello estetico) e alla sua etichetta storica, la RCA Italiana, dopo aver risolto alcune incomprensioni che avevano determinato la rottura due anni prima. Si esibisce in Persia, all'Hotel Miami di Teheran, e in uno spettacolo privato per l'imperatrice Farah Diba alla corte dello Scià.
Nella primavera del 1973 ottiene un clamoroso successo con il 45 giri Pazza idea, altro brano scritto su misura per lei che diventerà un vero e proprio classico della musica italiana, conquistando la prima posizione in classifica sia col singolo (oltre un milione di copie vendute) sia con l'omonimo album, realizzato con arrangiamenti costosi e le migliori tecniche di registrazione dell'epoca: resterà il più venduto di tutta la sua carriera.
Nell'album include Poesia, scritta dall'esordiente Riccardo Cocciante, e I giardini di Kensington, versione musicale di Walk on the Wild Side di Lou Reed, ma con testo italiano completamente differente. Incide e include anche altri due brani di Maurizio Monti, Sono cosa tua (Dipendi da me) e Morire tra le viole; quest'ultimo retro del 45 giri Pazza idea/Morire tra le viole. L'album viene inciso anche in spagnolo e il singolo esce in vari paesi e in diverse lingue, a riprova del suo successo internazionale; vengono pubblicate versioni in lingua inglese (Crazy Idea), spagnola (due versioni: Una locura e Loca idea) e tedesca (Was für ein tag). Col brano partecipa anche al Cantagiro 1973 e al Festivalbar. L'album e il 45 giri risulteranno rispettivamente il sesto e il secondo più venduti in Italia dell'anno 1973. Al tour estivo coreografato da Don Lurio e Franco Miseria seguono spettacoli, partecipazioni televisive e tournée in Spagna, Francia, Germania, Stati Uniti, Canada, Messico, Argentina, Australia e Giappone nei quali Patty, ora coadiuvata dal manager Adriano Aragozzini, ottiene sempre un grande successo; a Las Vegas assiste allo show dei Jackson 5, dove un giovanissimo Michael Jackson si esibisce con i fratelli.
Del brano Pazza idea verranno incise quattro versioni di altri artisti, di cui, la più famosa delle quali è di Iva Zanicchi, contenuta nell'album Care colleghe (1987).
Nel 1974 lavora con lo stesso team di autori di Pazza idea (Maurizio Monti e Giovanni Ullu) a un nuovo album, delicato e poetico, Mai una signora, che, trainato dal successo commerciale dell'Lp precedente, riuscirà a bissarne il successo grazie al singolo La valigia blu raggiungendo ancora una volta la prima posizione nella classifica dei primi dieci album più venduti dell'anno. Mai una signora, infatti, risulterà il secondo album più venduto dell'anno 1974. Col brano d'apertura dell'album, Quale signora, partecipa al Festivalbar 1974; brano che però, alludendo all'argomento tabù della pillola anticoncezionale, viene bandito dalle radio. Nel dicembre 1974 posa nuda per la rivista Playboy, nel servizio fotografico di Angelo Frontoni.
Nel 1975, sfumata la realizzazione di un LP prodotto da Maurizio Vandelli, incide in tre giorni e una notte l'album Incontro, che include testi di Francesco De Gregori (Mercato dei fiori), Antonello Venditti (Le tue mani su di me), e Bruno Lauzi (Roberto e l'aquilone), e varie cover tradotte da Sergio Bardotti, che firma l'omonima Incontro (dove la Pravo torna a recitare nella strofa). Viene, inoltre, pubblicato il 45 giri Incontro/Mercato dei fiori. Si conferma regina dell'estate con il coreografico tour Magico incontro, in cui accenna a passi di danza. Col brano Incontro partecipa al Festivalbar 1975.
Nello stesso periodo rifiuta due proposte cinematografiche di grandi registi quali Federico Fellini, che la vorrebbe nel suo Casanova, e Andy Warhol: il maestro della pop art si era recato personalmente nella casa romana della cantante, all'epoca vicino al Pantheon, per proporle la parte da protagonista di un suo film.
Nel 1976 realizza ai Nemo Studios di Londra l'album Tanto, arrangiato dal compositore greco Vangelis, il cui collaboratore è il chitarrista inglese Paul Jeffery, al quale Patty resterà a lungo legata sentimentalmente. Include nell'album Io ti venderei (quarto brano di Lucio Battisti e Mogol nella produzione della Pravo) e Dove andranno i nostri fiori, versione italiana di Where Have All the Flowers Gone? di Pete Seeger. Tre canzoni (Per te che mi apri l'universo, Per amarti d'amore e La mia stagione in più) sono firmate da un giovanissimo Giuseppe Mango, poi noto semplicemente come Mango. Col brano Tanto partecipa al Festivalbar 1976, come ospite fuori concorso.

#### TheBiafra Record(1976-1977)
Nello stesso anno, dopo un viaggio di studio negli USA, intraprende un nuovo corso musicale denso di sperimentazioni rock, funky e new wave grazie all'utilizzo di strumenti quasi "sconosciuti" quali moog e sintetizzatori, con un Lp dal titolo Patty Pravo, pubblicato dalla milanese Ricordi e in seguito ribattezzato Biafra per il disegno di copertina, che la ritrae scheletrica su sfondo nero coperta soltanto da una bambola di pezza: uno degli album a cui la Pravo rimane legatissima negli anni a venire, che considera originale, fresco, maturo.
Musicalmente avanti rispetto alla produzione italiana del momento, l'album si rivelerà essere il suo primo grande insuccesso di pubblico e critica, solo successivamente rivalutato come una delle sue migliori prove discografiche di sempre.
Sei degli undici brani dell'album sono versioni italiane di brani esteri: La mela in tasca (Starvation), Jmanja (A Day in a Heaven) e Piramidi di vetro (Queen of the Universe) dei Socrates, Grand hotel (Motel) di Renato Zero, Stella cadente (Shooting Star) di Harry Chapin e Sconosciuti cieli (So long ago, so clear) di Vangelis.
Viene pubblicato il 45 giri Grand hotel/Innamorata io. Nel 1977 pubblica il 45 giri Tutto il mondo è casa mia/Da soli noi, quest'ultimo cover di un brano di Boz Scaggs, We're all alone. I due brani avrebbero dovuto essere le sigle di uno special televisivo, del 1976, condotto da Patty Pravo, registrato e mai andato in onda. Ha comunque raggiunto il vertice della classifica aggiudicandosi il terzo posto nel 1977.
Rotto il contratto (milionario) con la Ricordi, la cantante scompare misteriosamente dalle scene. Qualcuno insinua una dipendenza da stupefacenti.

#### Pensiero stupendoe il nuovo ritorno alla RCA (1977-1979)
Alla fine del 1977 viene richiamata per la terza volta alla RCA, dove riprende quota grazie alla conturbante interpretazione di Pensiero stupendo, scritta da Ivano Fossati e Oscar Prudente e presentata per la prima volta il 25 dicembre 1977 al programma Sim Salabim speciale Natale dopo cinque anni di volontaria assenza dai teleschermi italiani: riappare magrissima, con inconsueti capelli rossi e il trucco accentuato, secondo le tendenze glam rock del periodo. Incide un brano rock dal titolo Miss Italia, versione italiana di Miss America degli Styx, che, interpretato dai discografici come una presa di posizione contro la Democrazia Cristiana, viene censurato e rimarrà inedito per diversi anni:

La partecipazione al programma televisivo Stryx, in cui Patty Pravo interpreta il brano Vola nelle vesti di Subliminal Stryx (1978)

Nonostante ciò, Miss Italia verrà cantata in tour e sarà comunque il titolo del nuovo album, da cui vengono estratti i 45 giri Pensiero stupendo/Bello e Sentirti/Notti bianche: Sentirti è firmata ancora da Mango (con cui la Pravo aveva collaborato già nel 1976), mentre Notti bianche è una celebre versione italiana di Bonnie Tyler (It's a Heartache). Dell'album fanno parte altre versioni italiane, quali Marva (Sometimes Man) di Marva Jan Marrow, Bello mio (Bella mia) di Maurizio Monti, Bello (Love (goes to) building on fire) dei Talking Heads e Dai sali su (Come sail away) degli Styx.
Quattro brani dell'album (assieme all'inedito Vola di Fossati) vengono promossi all'interno del controverso programma Stryx su Rai 2 da una Pravo sempre più eccentrica, ambigua e trasgressiva. Scandalizza nell'esecuzione del brano Johnny, che la vede aprire la giacca mostrando il seno nudo con un punto di domanda disegnato sul torace a sottolineare la propria androginia.
Il grande successo di Pensiero stupendo si classifica al nono posto tra i 45 giri più venduti in Italia nell'anno 1978, e Patty Pravo viene eletta "cantante femminile dell'anno" nell'ambito del concorso Vota la voce; la sera della premiazione al palasport di Bologna però, salita sul palco in stato alterato e irritata con l'organizzazione per l'imposizione del playback, scaglia il microfono in testa al direttore di TV Sorrisi e Canzoni Gigi Vesigna e inveisce pesantemente contro il pubblico e i carabinieri accorsi a sedare gli animi, sfiorando l'arresto e guadagnandosi una denuncia per turpiloquio.
Negli stessi giorni, alla guida della propria Mercedes coi ragazzi della band, si schianta a tutta velocità contro un guard rail vicino a Brescia distruggendo la vettura, da cui escono miracolosamente illesi.
Nel 1979 realizza a Monaco di Baviera il Munich Album, un album all'avanguardia per le sonorità elettroniche e le atmosfere di derivazione punk (che ritroviamo anche nel nuovo look), cantato per metà in inglese e per metà in italiano, che viene accolto tiepidamente ma in seguito rivalutato. Dell'album fanno parte la controversa e dirompente Male Bello, composta dall'Ivan Cattaneo sperimentale e provocatorio d'inizio carriera e le reinterpretazioni di altri due brani: l'omonima New York di Lorella Pescerelli e Tie a ribbon round my soul di Bernie Paul. Viene pubblicato il 45 giri Autostop/New York. L'uscita del disco coincide con un momento personale piuttosto critico per la cantante, a dir poco esausta dopo 13 anni di eccessi e di superlavoro.

### Gli anni ottanta

#### Il periodo "statunitense" (1980-1983)
All'inizio del nuovo decennio, la Pravo sembra insistere nel suo allontanamento rispetto ai media, allontanamento iniziato alcuni anni prima anche a causa dei continui attacchi sul piano personale da parte della stampa, che la descrive sul lastrico e consumata dalla droga. Pertanto lascia l'Italia per un periodo di vita e di ricerca musicale negli Stati Uniti, stabilendosi in California. Nel 1980 compare nuda di nuovo su Playboy e quindi su Playmen (1981). Agli inizi del 1982, sempre negli USA, lavora all'album rock Cerchi con l'aiuto del musicista inglese e suo nuovo flirt Paul Martinez, di David Kahne, e del suo autore di sempre Maurizio Monti.
L'album, in cui la sua voce abbandona progressivamente il caratteristico "vibrato", viene registrato all'Automatt Studio di San Francisco e pubblicato dalla CBO (etichetta del produttore Corrado Bacchelli), ma risulta ermetico e astratto al grande pubblico e non ottiene il successo sperato, così come anche il relativo tour, annullato dopo poche date. Nello stesso anno, rientrata in California, sposa il chitarrista statunitense John Edward Johnson, attirandosi dall'Italia l'accusa di bigamia.
Dopo l'esperienza statunitense (ed essersi spogliata per Penthouse), suscitano un certo clamore gli sconcertanti nudi di gruppo apparsi su Men e Le Ore, note riviste pornografiche, nel 1983.

#### Il ritorno a Sanremo e la CGD (1984-1985)

Patty Pravo al Festival di Sanremo 1984 con Per una bambola, durante la prima serata

Quando ormai i più la davano per finita e sepolta dagli scandali, nel 1984 ritorna dopo quattordici anni al Festival di Sanremo col brano autobiografico Per una bambola (di Maurizio Monti), prodotto dalla CGD di Caterina Caselli. Si presenta sulla scalinata con un look di ispirazione giapponese, elegantissimo ed estremamente elaborato, con abiti in maglia di metallo Oroton appositamente creati per lei da Gianni Versace e l'acconciatura di Marcello Casoni; in proposito, il giornalista e scrittore Vincenzo Mollica ricorda:

Patty Pravo presenta il nuovo singolo Menù, al programma Sotto le stelle il 27 luglio 1985

La canzone resta lontana dalle posizioni di vertici, classificandosi decima, ma il fascino ieratico dell'esibizione e l'operazione di talento e immagine le assicurano il Premio della Critica. Malgrado le rimostranze dell'artista, la CGD decide comunque di pubblicare l'album Occulte persuasioni, prima della sua definitiva stesura: musicalmente rarefatto ed elettronico, il disco si avvale della rinnovata collaborazione di Riccardo Cocciante (Passeggiata) e di Paolo Conte, nascosto dallo pseudonimo "Solingo". Pubblica il 45 giri Per una bambola/Viaggio.
In quello stesso anno, il brano Occulte persuasioni (scritta proprio da Paolo Conte) viene scelto come sigla finale del programma televisivo Giallo sera (viene realizzato anche un videoclip). Partecipa, verso la fine del 1984, allo spettacolo di Canale 5 Premiatissima, con una stravagante interpretazione scenica e canora di alcune tra le più belle canzoni del primo Novecento, quali: Il terzo uomo (tre esecuzioni), Mille lire al mese, Come le rose (due esecuzioni), La danza di Zorba (tre esecuzioni), Che m'è 'mparato a fa' e Il negro Zumbon; brani che proporrà anche durante il nuovo tour (Occulte persuasioni tour), aiutata nell'impostazione scenica dal mimo giapponese Hal Yamanouchi.
Nel 1985 si presenta al Festivalbar con Menù, singolo dalle vendite non esaltanti sgradito alla stessa Pravo, che sancisce anche la fine del tormentato rapporto con la CGD; il 18 settembre si esibisce al concerto Italy for Italy (realizzato per raccogliere fondi per il disastro di Stava e della Val di Fiemme), cantando alcuni suoi successi, tra cui Poesia di Cocciante, eseguita al pianoforte in duetto con Ornella Vanoni.

#### DaPigramente signoraaContatto(1986-1987)

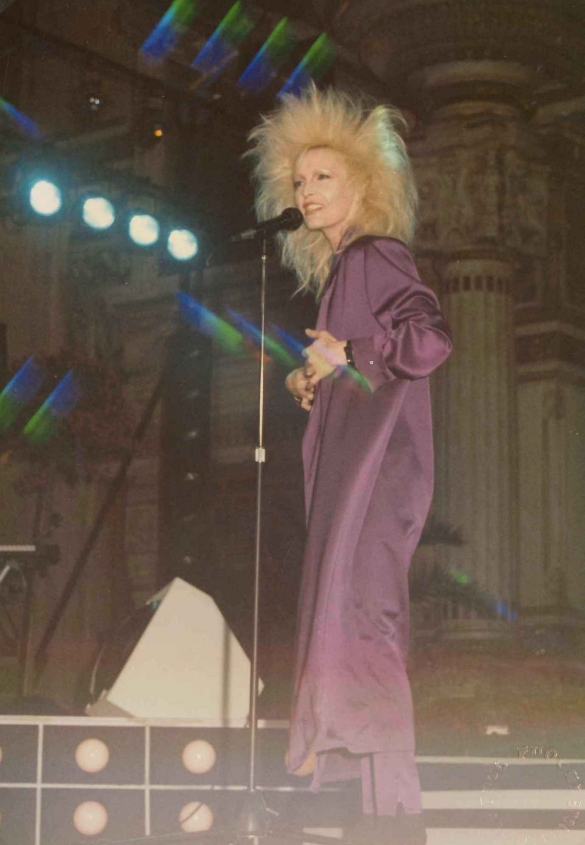
Patty Pravo sul palco a Salsomaggiore Terme (1987)

Il 31 agosto 1986 mette in scena uno spettacolo particolare, nell'ambito di una manifestazione dal titolo L'altra metà della scena. Firma un nuovo contratto con la Virgin e presenta al Festival di Sanremo 1987 il brano Pigramente signora, in una pregevolissima interpretazione con tanto di leggìo. Proprio durante lo svolgimento della kermesse, però, la Pravo viene accusata di plagio poiché il suo brano risulta identico alla canzone To the Morning di Dan Fogelberg, di cui per altro la cantante aveva già registrato un provino in lingua originale.
In seguito all'accaduto, viene annullato il contratto con la Virgin, e di conseguenza sfuma anche l'album di inediti inizialmente previsto. Il 45 giri di Pigramente signora verrà pubblicato in un'unica tiratura e mai più ristampato. Dichiaratasi estranea all'intera faccenda, la Pravo risulta però accreditata come autrice assieme a Franca Evangelisti e deve pagare i danni a Fogelberg.
L'evento in questione segna una battuta d'arresto in questi anni già difficili per la cantante, alla ricerca di nuove elaborazioni artistiche che il pubblico non sempre comprende.
A distanza di pochi mesi, firma con l'etichetta francese Carrère per l'incisione di un altro particolarissimo 45 giri, dal titolo Contatto, con cui partecipa al Festivalbar e in molte altre trasmissioni televisive.

#### Oltre l'Eden...(1989)
Durante il periodo di silenzio seguito alla controversa partecipazione al Festival di Sanremo del 1987, l'artista concepisce e realizza assieme a Paolo Dossena e Giovanni Ullu l'album Oltre l'Eden..., registrato quasi in "presa diretta", realizzato in assoluta libertà.
Il progetto rimane in attesa di essere pubblicato fino al 1989, quando la Pravo firma un nuovo contratto con la Fonit Cetra, che però pretende e ottiene delle modifiche alla scaletta originale del progetto, soprattutto negli arrangiamenti.
L'album, che risulterà comunque tra i più affascinanti e raffinati della sua discografia, viene prodotto da Paolo Dossena e dalla stessa Patty Pravo, che firma quasi tutti i pezzi (tranne Terra di nessuno, Penelope e Un amore). In occasione dell'uscita dichiarerà di essere delusa e insoddisfatta, probabilmente a causa delle modifiche apportate che hanno fatto perdere la spontaneità, ma alquanto stupita al tempo stesso, per le critiche lusinghiere ottenute.

### Gli anni novanta
Donna con te: il ritiro dalla 30ª edizione del Festival di Sanremo
Nel 1990 Patty Pravo avrebbe dovuto presentare il brano Donna con te al Festival di Sanremo in abbinamento con i Kaoma, ma alla vigilia della manifestazione, nonostante il singolo fosse già pronto (Donna con te/Locura me llamaras Italia 1990 – EPIC 6556957), nega la sua presenza, giudicando il testo volgare e inadeguato al proprio personaggio.
Inizialmente la Pravo aveva accettato di interpretare il brano, senza nascondere qualche perplessità, e le era stato assicurato che il testo poteva essere cambiato; a pochi giorni dal Festival questa possibilità viene negata, quindi l'artista ribadisce il proprio rifiuto dichiarando:
Il pezzo viene poi interpretato da Anna Oxa. Una delle versioni incise dalla Pravo, dal titolo Fandango (Donna con te), è stata pubblicata all'interno della raccolta in tiratura limitata "Angelo diavolo", su etichetta P&P records, solo nel 2019.
Nel corso del 1990 partecipa alla manifestazione Una rotonda sul mare con La bambola e il sempreverde Pazza idea, con cui vince la competizione, davanti ai Dik Dik con L'isola di Wight.

Patty Pravo al programma Una rotonda sul mare col brano La bambola riarrangiato (1990)

Incide un nuovo album (Pazza idea eccetera eccetera...) con tutti i suoi successi e altri brani del suo repertorio, riarrangiati. Coinvolta nel 1989 in un'inchiesta su un giro di cocaina nel veronese, nel 1992 viene arrestata a casa sua per possesso di hashish e marijuana dopo una perquisizione della Guardia di finanza e incarcerata in cella d'isolamento nella sezione femminile di Rebibbia, esperienza da cui uscirà con notevole disinvoltura: scarcerata dopo tre giorni, alla sua uscita le detenute la salutano intonando in coro Ragazzo triste.

#### Il viaggio in Cina e l'albumIdeogrammi(1994-1995)
All'inizio del 1994 riappare come madrina all'inaugurazione del Carnevale di Venezia, vestendo un prezioso abito di Versace largo 2 metri e pesante decine di chili e annunciando il suo nuovo viaggio artistico.
Parte infatti per la Cina, diventando la prima artista italiana a cantare in lingua pechinese e a esibirsi in terra cinese. Durante il viaggio, Patty Pravo trova ispirazione per un nuovo progetto, fortemente influenzato dalla musica tradizionale locale: l'album Ideogrammi (pubblicato il 21 maggio 1994), interamente prodotto in Cina per l'etichetta del grande manager David Zard. Vengono inoltre realizzati dal regista Zhang Yuan dei videoclip di tre brani appartenenti all'album, quali: Bye bye indicativo (girato sulla Grande Muraglia), Sogni e Indiachina
Durante il soggiorno a Pechino incontra il vice ministro della Cultura cinese e si esibisce al Beijing International Tv Week, il più importante Festival televisivo cinese, col brano Bye bye indicativo e duetta in Friends, I will remember you col famoso cantante pechinese Zhao Dengfeng. Il programma TV, trasmesso in diretta via satellite su tutta la Cina e l'Asia, ottiene un ascolto impressionante per gli standard occidentali, superiore al miliardo e trecento milioni.
A proposito di Ideogrammi, il giornalista e critico musicale Gino Castaldo scrisse:
Dopo ben otto anni, nel 1995, la Pravo torna in gara al Festival di Sanremo con I giorni dell'armonia, scritta da Maurizio Monti e Giovanni Ullu (già autori di Pazza Idea e di altri successi). In origine il brano era una sorta di romanza e durava ben ventuno minuti: composto negli anni ottanta e dimenticato in un cassetto, il brano fu poi ripescato e ridotto a quattro minuti per motivi discografici.
Ma il pezzo, a causa della sua complessità, non viene capito e apprezzato dal pubblico e non ottiene successo, finendo all'ultimo posto della graduatoria finale e la Pravo si dirà stanca di esibirsi per un pubblico sanremese di "beduini" incapace di capire la musica di qualità. I giorni dell'armonia esce comunque su cd singolo, I giorni dell'armonia/La vita/Sogni, insieme con altri due brani appartenenti all'album Ideogrammi, sempre per l'etichetta di David Zard.

#### Il successo con...e dimmi che non vuoi morire(1996-1997)
Ristabilitasi da un improvviso intervento chirurgico, Patty riscopre il desiderio di esibirsi in concerto: nel settembre 1996 riparte col nuovo Warm-Up Tour, in cui l'artista ripercorre le tappe fondamentali della sua carriera, riprendendo gran parte dei suoi successi storici, e preparandosi così al grande rilancio dell'anno successivo. A distanza di trent'anni, la Pravo torna a esibirsi al Piper Club di Roma. Alcune date vengono trasmesse in diretta radiofonica da RTL 102.5; inoltre, durante il tour viene registrato quello che sarà anche il suo primo album dal vivo.

Patty Pravo in gara al Festival di Sanremo 1997, partecipazione che ne sancirà il definitivo rilancio grazie all'acclamata ...e dimmi che non vuoi morire.

Nel 1997 torna nuovamente al Festival di Sanremo interpretando ...e dimmi che non vuoi morire, brano scritto per lei dall'amico Vasco Rossi con musica di Gaetano Curreri (Stadio) e Roberto Ferri. Questa nuova partecipazione, che la vede esibire un look sobrio e minimale analogo a quello degli esordi, visibilmente emozionata, sancisce il suo definitivo rilancio dopo molti anni. Malgrado l'ottavo posto nella classifica finale, Patty Pravo riceve il Premio della Critica Mia Martini e il Premio per la Miglior Musica.
La Pravo ritorna, dunque, in testa alle classifiche con il singolo e soprattutto con l'album live Bye Bye Patty (pubblicato sotto la sua nuova etichetta Pensiero Stupendo, distribuita dalla Sony Music), doppio disco di platino per le oltre 300 000 copie vendute. Il 16 aprile dello stesso anno, le vendite del nuovo disco vengono premiate nel programma televisivo Sanremo Top. Il 23 settembre prende parte al programma Vota la voce, esibendosi col brano ...e dimmi che non vuoi morire e aggiudicandosi il Telegatto come "migliore interprete femminile". Col nuovo e trionfale Bye Bye Patty Tour, registra ogni sera il tutto esaurito.

#### Un nuovo album d'autore:Notti, guai e libertà(1998-1999)
Nel 1998 conferma il grande successo dell'anno precedente con l'album Notti, guai e libertà, considerato come uno dei migliori della sua intera produzione discografica, dal quale vengono estratti ben quattro singoli: Les etrangers, Strada per un'altra città, Emma Bovary e Angelus. All'album collaborano alcuni dei più grandi autori della canzone italiana: Ivano Fossati (Angelus), Franco Battiato (Emma-Bovary), Lucio Dalla (Les etrangers), Enrico Ruggeri e Bruno Bergonzi (Strada per un'altra città), Roberto Vecchioni e Loredana Bertè (Treno di panna), Mario Lavezzi (Per un sogno vincente), Francesco Guccini (Una casa nuova), Alex Baroni (Sweet love), Luca Madonia (Baby blu).
Il 19 luglio 1998 parte il curatissimo Notti, guai e libertà Tour e in ottobre si aggiudica la Targa Tenco come miglior interprete femminile dell'anno. Nel 1999 vince il premio "Maschera d'argento per la musica" e, pubblicato su cd singolo il remix di Angelus, riparte in concerto (Patty live '99).

### Gli anni 2000

#### Patty Pravo come un angelo da collezione (2000)
Dal 25 marzo al 22 aprile 2000 a Villa Caruso di Bellosguardo a Lastra a Signa si è tenuta una mostra avente come tema la cantante italiana, in cui cinquanta artisti italiani e stranieri hanno esposto le proprie opere ispirate a Patty Pravo. Tra gli artisti che hanno partecipato al progetto, si ricorda Silvano Campeggi che ha disegnato la copertina del catalogo, edito da Tarab Edizioni, a cura di Riccardo Benelli ed Emanuele Bardazzi.

#### Una donna da sognare(2000-2001)
Nel maggio 2000 esce l'album Una donna da sognare, prodotto da Vasco Rossi e Gaetano Curreri scritto in collaborazione con Pia Tuccitto e Bettina Baldassari. L'album, composto da brani "brevi e mielosi ma allo stesso tempo selvaggi" (Lino Terlati), la riporta ai primi posti delle classifiche. Vengono pubblicati ben tre singoli: Una donna da sognare, Una mattina d'estate/Count down e Se chiudi gli occhi/Parliamone. Il video di Una donna da sognare mostra Patty Pravo e Vasco Rossi in studio di registrazione durante la realizzazione dell'album, la canzone è inoltre utilizzata come sigla della soap opera di Rai 1, Ricominciare; estremamente più curato è il video utilizzato per la promozione estiva, del brano Una mattina d'estate, con cui partecipa per l'ultima volta al Festivalbar.
Nel 2001 viene pubblicato, contro il volere dell'artista, un doppio album dal vivo (Patty Live '99), tratto dal Notti, guai e libertà tour. Il 29 maggio partecipa al Pavarotti & Friends, dove canta ...e dimmi che non vuoi morire e Pazza idea, quest'ultima in duetto con Luciano Pavarotti.

#### Radio station(2002-2003)
Nel 2002 torna a Sanremo con il suggestivo brano L'immenso (di Lara Tempestini, Roberto Pacco e Fabrizio Carraresi), qualificandosi al sedicesimo posto. Escono due singoli (L'immenso e Noi di là) e un nuovo album: Radio Station, che si presenta come un lavoro particolare, eterogeneo nelle sonorità proposte e che vede la collaborazione dei Cugini di Campagna (cori) nel brano Lontano e che viene registrato fra Roma, Londra e il Brasile. Il 18 luglio 2002 parte il Rehearsal Tour e il 23 luglio dell'anno successivo con lo Stupiscimi Tour. Lo stesso anno, inoltre, partecipa al programma televisivo Portici d'estate e riceve un Premio alla carriera.

#### Un progetto all'avanguardia:Nic - Unic(2004-2006)
Nel 2004 pubblica il nuovo singolo Che uomo sei/Tender chiara seguito da un altro lavoro piuttosto innovativo e all'avanguardia, Nic - Unic (Nicoletta Unica), l'ultimo pubblicato dalla Sony, per il quale Patty si affida al talento di giovanissimi autori. Il 27 aprile 2004 parte col nuovo Nic Unic Tour e il 13 marzo 2005 parte col nuovo tour estivo Unplugged e il 24 aprile 2005 intraprende un nuovo tour estivo: apre con un omaggio all'amica Gabriella Ferri, da poco scomparsa, cantando e dedicandole proprio la sua canzone più famosa, Sempre. Il 1º aprile 2006 parte col Tour della Felicità, ma a ottobre, durante un concerto a Siracusa, cade sul palco ferendosi al viso; l'incidente non le permetterà di continuare a esibirsi, costringendola dunque a fermare il tour e ad annullare le date successive.

#### L'omaggio a Dalida:Spero che ti piaccia...Pour toi(2007)
Nel 2007 registra l'album Spero che ti piaccia...Pour toi, un tributo alla cantante italo-francese Dalida, a vent'anni dalla sua scomparsa. Il cd raccoglie brani tratti dal repertorio di Dalida in francese, italiano e arabo (Salma ya salama e Darla dirla dada), con nuovi arrangiamenti. L'album è prodotto dall'etichetta francese Kyrone Gp Music. Il 2 ottobre 2007 esce nelle librerie il libro Bla, bla, bla..., un'autobiografia scritta da Patty Pravo col giornalista musicale Massimo Cotto, edito da Arnoldo Mondadori Editore. Esce anche un volume illustrato, dal titolo Patty Pravo - Discografia illustrata, di Fernando Fratarcangeli. Il libro ripercorre il percorso artistico di Patty e descrive, fin nei minimi dettagli, tutte le uscite discografiche, le pubblicazioni e le emissioni (anche estere), dal 1966 con Ragazzo triste al 2004 con Nic - Unic.

#### La bambolacompie quarant'anni (2008)
Nel 2008 esce nelle radio e nelle piattaforme digitali il singolo La bambola 2008, per celebrare i quarant'anni dalla sua uscita. La nuova versione del brano, nata per gioco grazie ai musicisti durante le prove del tour, è accompagnata da un video in cui Patty Pravo omaggia Amy Winehouse attraverso il caratteristico look. Il 16 aprile 2008 parte col nuovo tour estivo, non solo nelle piazze, ma anche nei teatri (Sold Out - Promo Tour), riscuotendo un certo successo. Il 18 settembre si esibisce in un concerto-evento all'Arena di Verona, che viene utilizzato per la registrazione del successivo album live.
In occasione del suo sessantesimo compleanno, la scrittrice Barbara Alberti le dedica una poesia, pubblicata su una sua rubrica di giornale:

#### Il ritorno al Festival e i nuovi concerti (2009-2010)

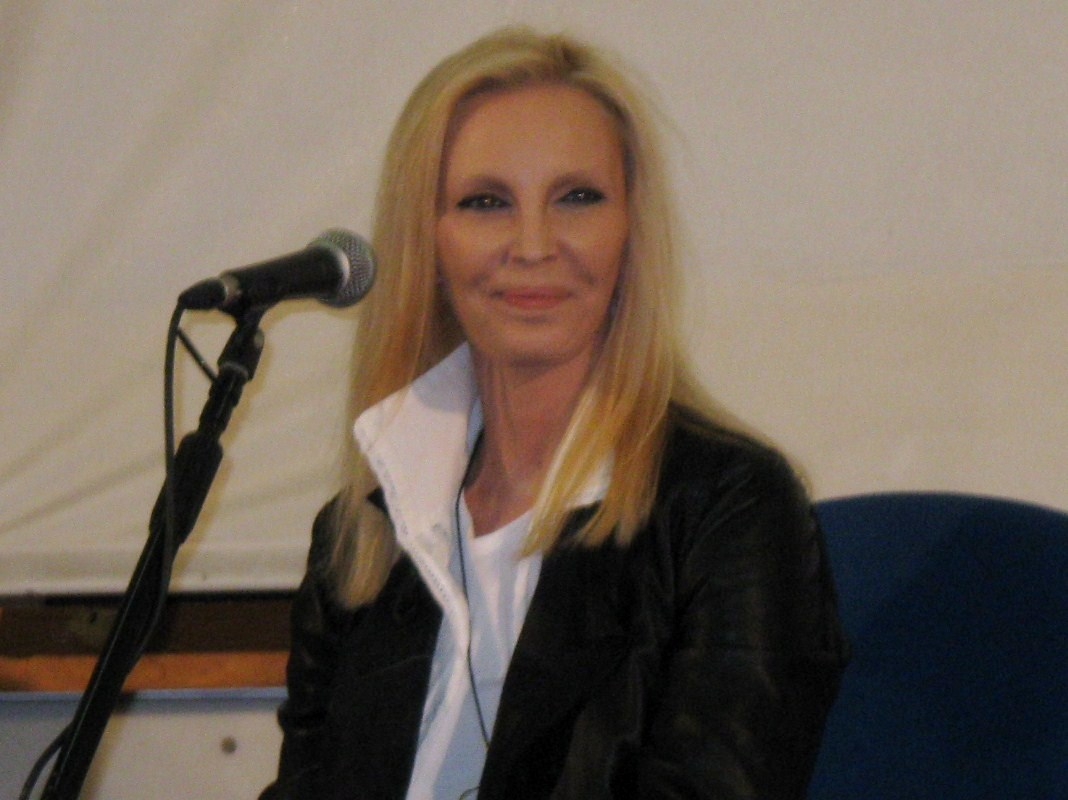
Patty Pravo a Roma (Università "Studio 3") il 28 ottobre 2009 durante il Comunicando...

Nel 2009 partecipa al Festival di Sanremo con il brano E io verrò un giorno là, composto dal giovane Andrea Cutri, accompagnata al basso, alla batteria e alla chitarra da musicisti statunitensi d'eccezione quali Dave Weckl, Nathan East e Todd Rundgren, durante la serata dedicata alle collaborazioni. Arriva in finale senza tuttavia passare alla seconda parte; ma aggiudicandosi il Premio AFI.
Pubblica il doppio album Live Arena di Verona - Sold Out, registrato in occasione dell'ultima tournée. Il disco comprende, oltre all'inedito sanremese, anche una cover del brano E mi manchi tanto degli Alunni del sole. Alla fine dell'anno raccoglie alcuni filmati realizzati dai fan durante i suoi ultimi concerti in un DVD intitolato Circola un video su di me..., in cui è inserito anche il contenuto speciale Comunicando: un incontro, registrato il 28 ottobre, con studenti e fan all'Università Studio 3 di Roma.
Il DVD viene presentato e promosso poi alla Fnac di Milano il 10 febbraio 2010. Verso la fine del 2009 la cantante riceve in Campidoglio il Premio Personalità Europea e il Premio Ciampi alla carriera, per il quale si esibisce a Firenze il 14 novembre. Nello stesso periodo prende parte alla trasmissione di beneficenza Telethon, esibendosi con i brani Pensiero stupendo, La bambola ed ...e dimmi che non vuoi morire.

### Anni 2010

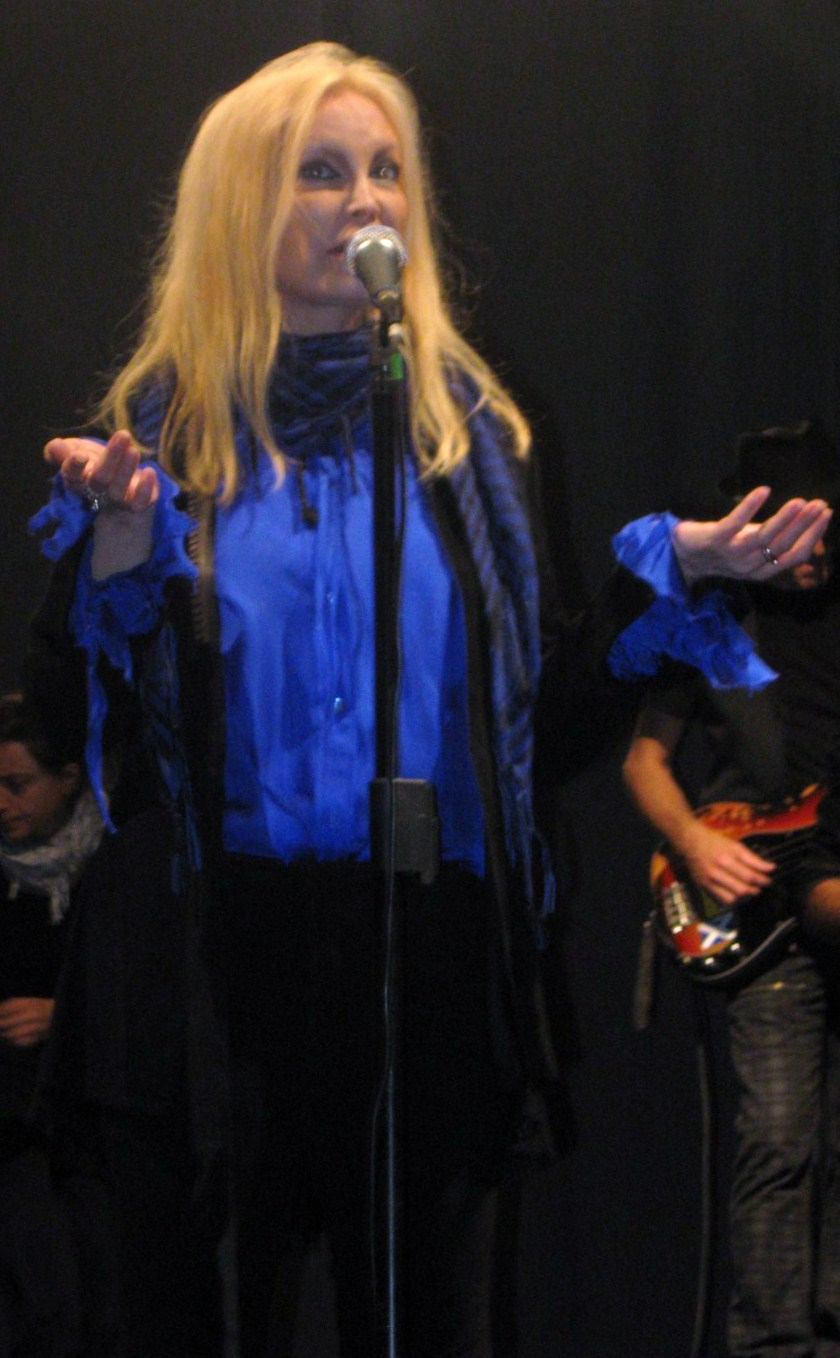
Patty Pravo durante un concerto nel 2010

Agli inizi del 2010 il regista Ferzan Özpetek decide di inserire due brani di Patty Pravo nel film Mine vaganti, e cioè Pensiero stupendo e l'inedito Sogno, candidato al David di Donatello e premiato col Nastro d'argento e il Premio Lunezia per il miglior brano originale e per la qualità musical-letteraria del brano.
Il 12 aprile si esibisce in Giordania, cantando anche l'araba Salma ya salama, in occasione di un evento benefico di moda e musica organizzato dall'Ambasciata Italiana ad Amman.
Il 14 maggio riparte col nuovo Senza vergogna Tour - Reprise, prendendo parte inoltre all'iniziativa Enel Correnti musicali. Il 22 ottobre 2010 inaugura ed è madrina della Mostra del Cinema di Subiaco, un memoriale al regista Tullio Piacentini, reputato il creatore dei videoclip, che si tiene presso il Chiostro di San Francesco, in cui viene per la prima volta proposta la visione del musicarello Passeggiando per Subiaco, considerato il primo format televisivo al mondo sui videoclip e nel quale la Pravo si esibisce con Qui e là (1967).

#### Nella terra dei pinguini(2011)
Nel 2011 Patty Pravo partecipa nuovamente al Festival di Sanremo col brano Il vento e le rose, scritto da Diego Calvetti e Marco Ciappelli. Nella seconda serata della manifestazione canora viene temporaneamente eliminata dalla giuria demoscopica, avendo comunque la possibilità di esibirsi col brano Mille lire al mese durante la terza puntata, dedicata alle celebrazioni per il 150º anniversario dell'Unità d'Italia; al termine della serata viene eliminata dalle votazioni del pubblico e dell'orchestra.
Non ha potuto quindi eseguire la propria canzone in gara con un artista esterno durante la quarta serata, il 18 febbraio 2011; a duettare con lei sarebbe stato il cantante Morgan. Il 16 febbraio 2011, a distanza di sette anni dall'ultimo, pubblica per la casa discografica Carosello l'album di inediti Nella terra dei pinguini che contiene brani scritti da Diego Calvetti, Emiliano Cecere, Ania e Giuliano Sangiorgi, anticipato dal singolo Unisono, scritto anch'esso dal cantautore Giuliano Sangiorgi. Il 26 marzo 2011 parte col nuovo Nella terra dei pinguini Tour dalla città di Fermo, per poi raggiungere alcuni tra i più importanti teatri italiani.
Il tour teatrale si concluderà il 28 aprile 2011 nella città di Genova. Dal 13 maggio viene trasmesso in tutte le radio il nuovo singolo La vita è qui, terzo brano estratto dall'album Nella terra dei pinguini, dopo Unisono e Il vento e le rose. Dal 25 maggio 2011 Patty Pravo partecipa al programma televisivo condotto da Carlo Conti Lasciami cantare! in veste di giurata, affiancata da Gianni Boncompagni, Rosita Celentano, Paolo Limiti e Camila Raznovich.

#### 2012-2015
Il 13 gennaio 2012 viene lanciato in radio il nuovo singolo Com'è bello far l'amore, scritto da Bruno Zambrini, storico autore de La bambola; il pezzo viene inserito nella colonna sonora dell'omonimo film di Fausto Brizzi, in uscita il 10 febbraio nelle sale in formato 3D. Il 18 febbraio partecipa al Ballo della Cavalchina al Teatro la Fenice di Venezia, facendo il suo ingresso in sella a un cavallo bianco. Sempre nel 2012, Patty Pravo rinnova la collaborazione con Vasco Rossi e Gaetano Curreri, incidendo il singolo La Luna (non ammesso a Sanremo 2012). Il 3 luglio 2012, riceve dai giornalisti della stampa estera accreditati in Italia, il premio cinematografico Globo d'oro alla miglior musica per la sua interpretazione di Com'è bello far l'amore (dall'omonimo film). Il 10 luglio 2012 viene inoltre insignita del Premio Lunezia insieme ai Nomadi, Antonello Venditti e i Subsonica. Dopo essere stata colpita da un attacco di panico durante un concerto in Sicilia la sera del 13 agosto, Patty Pravo sospende per circa tre mesi i propri impegni professionali, per poi in autunno ritornare in TV a Domenica In, e successivamente a due serate-tributo in onda sempre su Rai 1 in ricordo di Lucio Battisti e Lucio Dalla.

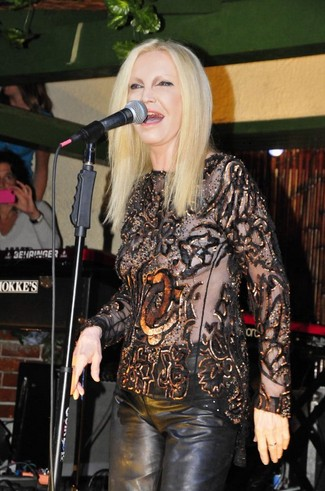
Patty Pravo in concerto nel 2014

Nel 2013 viene annunciata l'uscita di Meravigliosamente Patty, un triplo cofanetto antologico contenente 48 brani scelti dall'artista all'interno del suo repertorio, unitamente ad un booklet corredato di immagini e di una intervista.
Dopo l'uscita del singolo estivo Non mi interessa (in duetto col giovane Ermal Meta) prodotto da Diego Calvetti, Patty Pravo dona alla Galleria del Costume di Palazzo Pitti quattro abiti di scena indossati ai Festival di Sanremo del 1984, 1987 e 2002 e firmati rispettivamente da Gianni Versace, Gucci e Roberto Cavalli, che vengono esposti in una mostra permanente dedicata al guardaroba delle donne protagoniste del Novecento. Quindi pone all'asta ventidue ulteriori abiti a scopi umanitari, in favore di Emergency.
Nel 2014 è ospite del programma televisivo di Massimo Ranieri Sogno e son desto, dove per la prima volta duetta con il cantante napoletano benché i due si conoscano già dai tempi del Piper. Per la regia del greco Panos H. Koutras, esce nelle sale il film Pazza idea, in cui la cantante è presente sia con le sue canzoni, colonna sonora della vicenda drammatica di due fratelli alla ricerca del padre, sia con un piccolo cameo nel ruolo di sé stessa. Il film ha partecipato al Festival di Cannes 2014 in concorso nella sezione Un Certain Regard.

#### Eccomie il cinquantennale di carriera (2016)

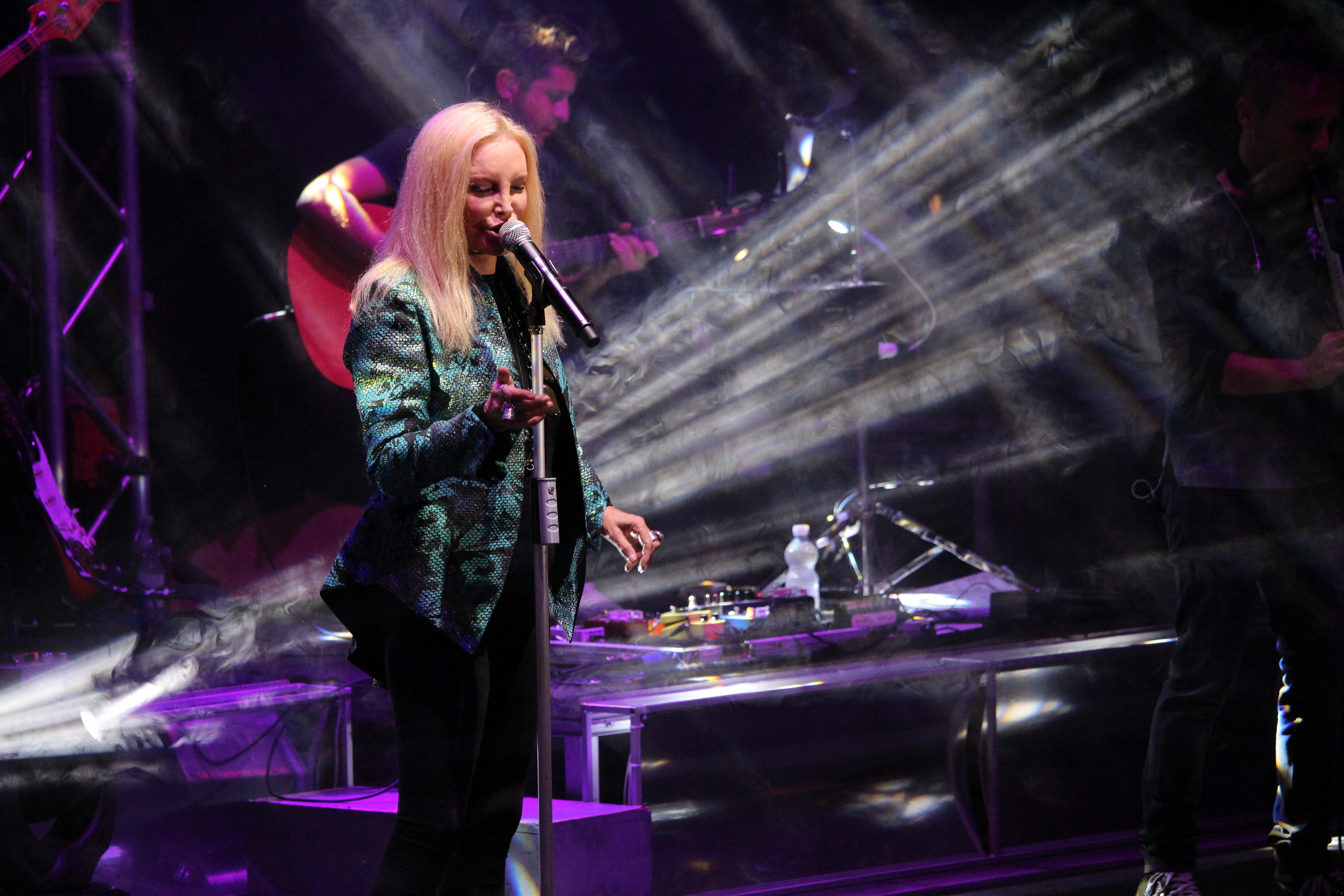
Patty Pravo in concerto a Zafferana Etnea durante lEccomi Tour, 2016

Il nuovo lavoro della cantante, intitolato Eccomi, viene lanciato dal brano Cieli immensi, scritto da Fortunato Zampaglione e presentato in gara al Festival di Sanremo 2016, in concomitanza con i suoi cinquant'anni di carriera. Durante la seconda serata di Sanremo 2016, il pubblico dell'Ariston le tributa una lunga standing ovation, mentre durante la serata "cover" del Festival, Patty Pravo è l'unica concorrente a rieseguire un brano del suo repertorio, il classico Tutt'al più, in una versione però rivisitata, con gli inserimenti rap del giovane Fred De Palma. Cieli immensi riscuote infatti un immediato successo, totalizzando in soli cinque giorni oltre un milione di visualizzazioni on-line, ed entrando stabilmente nella top-ten dei singoli più scaricati su iTunes e altre piattaforme digitali, così come l'intero album da cui è tratta. Patty Pravo conclude la gara al 6º posto, benché si classifichi al 3º posto nella graduatoria dei finalisti più televotati. Alla cantante viene riconosciuto, per la terza volta in carriera, il Premio della Critica del Festival della canzone italiana "Mia Martini". Il brano, inoltre, ottiene il disco d'oro per le oltre 25 000 copie vendute, certificate dalla FIMI.
Il 12 febbraio 2016 esce per la Warner Music Italy il suo nuovo album. Prodotto da Michele Canova Iorfida, Eccomi contiene collaborazioni con artisti quali Rachele Bastreghi dei Baustelle (Ci rivedremo poi), Fred De Palma, Tiziano Ferro (Per difenderti da me), Emis Killa (col quale duetta in Non siamo eroi), Gianna Nannini (Possiedimi), Giuliano Sangiorgi (A parte te), Samuel dei Subsonica (Se), Zibba (Qualche cosa di diverso), ma anche con autori esordienti come Francesca Xteferis (Un uomo semplice) e Tullio Mancino (Se chiudo gli occhi).
Il disco esordisce al 6º posto nella Classifica FIMI dei 100 album più venduti, raggiungendo anche il 1º posto nella graduatoria dei vinili.
Il 1º aprile 2016 esce l'album celebrativo per i 40 anni di carriera dell'amica Loredana Bertè (secondo cui Patty Pravo avrebbe "dato le chiavi di casa a un'intera generazione"), intitolato Amici non ne ho... ma amiche sì!, e contenente tra i vari duetti, quello con la stessa Pravo nel brano Mi manchi. Una prima collaborazione risale al 1997, quando entrambe si erano ritrovate a condividere il medesimo produttore (Mauro Paoluzzi), il medesimo manager (Nando Sepe) e la medesima etichetta discografica.
A settembre le viene assegnato a Venezia il premio Kinéo Excellence Award per la musica in occasione della 73ª Mostra internazionale d'arte cinematografica, e il FIM Award - Rock Elegance, conferitole a Erba dalla Fiera Internazionale della Musica.

#### La nuova autobiografia "La cambio io la vita che..." e il quarto albumlive(2017-2018)
Il 7 novembre 2017 esce una seconda autobiografia dal titolo La cambio io la vita che..., edita da Einaudi.
Il 30 aprile 2018 Pino Strabioli presenta su Rai 3 lo speciale In arte Patty Pravo in occasione del suo settantesimo compleanno.
Dall'8 giugno 2018 è giurata e coach della prima edizione di Ora o mai più su Rai 1, condotto da Amadeus e duetta con Massimo Di Cataldo cantando nella prima puntata Pensiero Stupendo, nella seconda Il paradiso, nella terza ...e dimmi che non vuoi morire e nella quarta Pazza idea. Di Cataldo riuscirà ad arrivare terzo nella classifica finale.
Per tutto il 2018 è impegnata in un nuovo tour nei più importanti teatri italiani. A coronamento del progetto, a dicembre dello stesso anno viene pubblicato il doppio album Live Teatro Romano di Verona & La Fenice di Venezia: la prima parte consiste nell'esecuzione del repertorio di alcuni classici degli anni '60 e '70, con l'accompagnamento dell'Orchestra del Maestro Mauro Ottolini, mentre il secondo segmento riproduce le canzoni più rock dell'artista, coadiuvata dalla sua band. Nel mese di dicembre 2018 l'album viene pubblicato in vinile e - a ulteriore testimonianza dell'evento - viene pubblicato anche un DVD.

#### Il decimo Sanremo e il nuovo albumRed(2019)
Il 21 dicembre 2018 viene annunciata, da Fabio Rovazzi e da Pippo Baudo durante Sanremo Giovani 2018, la sua partecipazione al Festival di Sanremo 2019 con il brano Un po' come la vita in coppia con il rapper Briga, scritto da Diego Calvetti, Marco Rettani, Zibba e lo stesso Briga con il quale si classifica al 21º (quartultimo) posto. Pravo annuncia il nuovo lavoro discografico Red in uscita l'8 febbraio 2019, in occasione della settimana sanremese per l'etichetta discografica Museo dei Sognatori. Viene pubblicato sia in versione cd sia in vinile, oltre al 45 giri del singolo Un po' come la vita. Nell'album compaiono autori di rilievo come Giuliano Sangiorgi (Dove eravamo rimasti), Ivan Cattaneo (La carezza che mi manca), Giovanni Caccamo (Pianeti) brano di cui esce il videoclip e andrà in rotazione radiofonica il 24 maggio 2019, Marco Rettani (La peccatrice), (Un giorno perfetto) e Franco Califano nel toccante inedito Io so amare così, lasciato personalmente in eredità a Patty Pravo nel proprio testamento artistico.

### Anni 2020

#### Minaccia Bionda- Il libro fotografico (2020)
A Gennaio 2020 è giudice al programma televisivo condotto da Milly Carlucci Il Cantante Mascherato. Il 1º dicembre 2020 esce un nuovo libro fotografico a cura di Pino Strabioli e Simone Folco (suo assistente). Nelle pagine del nuovo libro Patty Pravo si racconta attraverso immagini scattate da grandi fotografi, provini, istantanee e prospettive inedite, ripercorrendo non solo la sua lunga carriera ma il suo continuo cambiamento e innovazione nell'ambito stilistico. A gennaio 2021 è giudice alla seconda edizione del programma televisivo Il cantante mascherato. Il 20 febbraio 2021 Rai 1 le dedica una puntata speciale della serie A grande richiesta, dal titolo Minaccia bionda. A tale evento, oltre a raccontare alcuni momenti della propria carriera e cantare alcune delle sue famose canzoni, sono intervenuti: Antonello Venditti, Elettra Lamborghini, Nina Zilli, Giovanni Caccamo, Elio, Francesco De Gregori e Morgan.
Nel 2022 e 2023 è in giro per l'Italia con il "Minaccia Bionda Tour" riscuotendo un numeroso consenso dal pubblico con diversi sold out.
Il 13 febbraio 2024 va in onda in prima serata su Rai 3 il documentario A modo mio incentrato sulla vita di Patty Pravo.
Nel gennaio 2025 è richiamata a fare la coach nello show musicale Ora o mai più su Rai 1.
Il 21 marzo 2025 esce Ho provato tutto, brano scritto da Francesco Bianconi dei Baustelle e prodotto da Taketo Gohara.
Il 06 giugno 2025 esce Ratatan, brano scritto da Marianne Mirage e Andrea Bonomo, prodotto da Taketo Gohara e Marquis.

## Vita privata
()
La turbolenta vita sentimentale di Patty Pravo ha sempre suscitato l'interesse della cronaca rosa, che negli anni le ha attribuito innumerevoli relazioni, la prima delle quali (1966-1969) con il batterista inglese del suo complesso, Gordon Faggetter, annunciando anche un matrimonio tra i due in Inghilterra, in realtà mai celebrato.
Dopo due flirt con l'impresario francese Jacques Marouani (1970) e Giorgio D'Adamo dei New Trolls (1971), il 2 febbraio 1972 si sposa all'improvviso in Campidoglio con l'arredatore romano Franco Baldieri, presumibilmente omosessuale, rompendo l'amicizia triennale con l'astrologa Linda Wolf. Si separano consensualmente pochi mesi dopo (nel mezzo, un flirt con Bill Conti), ma per ostacoli burocratici riusciranno a divorziare solo nel 1985.
Dal 1972 al 1974 ha una discussa relazione con l'ex bassista dei Pooh Riccardo Fogli, che concorre all'abbandono della band da parte di lui (ricostruzione più volte smentita dalla stessa Pravo); nell'aprile 1973 si uniscono simbolicamente davanti al fabbro di Gretna Green, in Scozia, essendo in Italia entrambi già sposati, benché separati, rispettivamente con Baldieri e Viola Valentino. Seguono due flirt con Maurizio Vandelli dell'Equipe 84 (1975) e Red Canzian, sempre dei Pooh (1976), e quindi una lunga relazione (1976-1981) con il chitarrista inglese Paul Jeffery, condivisa per un certo periodo con il bassista inglese Paul Martinez.
Il 23 agosto 1982 si risposa a San Francisco con il chitarrista statunitense John Edward "Jack" Johnson, venendo tacciata in un primo momento del reato di bigamia per la legge italiana a causa del mancato divorzio da Baldieri. Questo secondo matrimonio, privo di valore legale e mai vissuto stabilmente insieme (abitando lei a Roma e lui a San Francisco), finisce nel 1991. Risale al 1984 un flirt con Vasco Rossi.

## Partecipazioni a manifestazioni canore

### Festival di Sanremo
| Edizione | Artista                   | Brano                          | Autore                                              | Categoria | Posizione     | Premi                                              |
| -------- | ------------------------- | ------------------------------ | --------------------------------------------------- | --------- | ------------- | -------------------------------------------------- |
| 1970     | Patty Pravo e Little Tony | La spada nel cuore             | Carlo Donida, Mogol                                 | -         | 5°            | Premio giornalistico alla migliore interpretazione |
| 1984     | Patty Pravo               | Per una bambola                | Maurizio Monti                                      | Campioni  | 10°           | Premio della Critica                               |
| 1987     | Patty Pravo               | Pigramente signora             | Mauro Arnaboldi, Franca Evangelisti                 | Campioni  | 20°           | -                                                  |
| 1995     | Patty Pravo               | I giorni dell'armonia          | Maurizio Monti, Giovanni Ullu                       | Campioni  | 20°           | -                                                  |
| 1997     | Patty Pravo               | ...e dimmi che non vuoi morire | Vasco Rossi, Gaetano Curreri e Roberto Ferri        | Campioni  | 8°            | Premio della Critica Premio migliore musica        |
| 2002     | Patty Pravo               | L'immenso                      | Lara Tempestini, Roberto Pacco e Fabrizio Carraresi | Campioni  | 16°           | -                                                  |
| 2009     | Patty Pravo               | E io verrò un giorno là        | Andrea Cutri                                        | Artisti   | Finalista     | Premio AFI                                         |
| 2011     | Patty Pravo               | Il vento e le rose             | Diego Calvetti e Marco Ciappelli                    | Artisti   | Non finalista | -                                                  |
| 2016     | Patty Pravo               | Cieli immensi                  | Fortunato Zampaglione                               | Campioni  | 6°            | Premio della Critica                               |
| 2019     | Patty Pravo con Briga     | Un po' come la vita            | Zibba, Marco Rettani, Diego Calvetti, Briga         | Campioni  | 21°           | -                                                  |

### Festivalbar
- 1969 - Il paradiso
- 1970 - Per te
- 1974 - Quale signora
- 1975 - Incontro
- 1976 - Tanto (ospite fuori concorso)
- 1978 - Johnny (ospite fuori concorso)
- 1985 - Menù
- 1987 - Contatto
- 1989 - Oltre l'Eden...
- 1997 - Pensiero stupendo '97
- 1998 - Les etrangers e Strada per un'altra città
- 2000 - Una donna da sognare e Una mattina d'estate

### Scala reale, Partitissima, Canzonissima e Premiatissima
- 1966 - Scala Reale: Ragazzo triste
- 1967 - Partitissima: Qui e là
- 1968 - Canzonissima: La bambola - Sentimento - Tripoli 1969
- 1969 - Canzonissima: Nel giardino dell'amore - Ballerina ballerina
- 1970 - Canzonissima: Per te - Non andare via - Tutt'al più
- 1971 - Canzonissima: Non ti bastavo più - Preghiera
- 1984 - Premiatissima: Il terzo uomo - Mille lire al mese - Come le rose - La danza di Zorba - Che m'è 'mparato a fa' - Il negro Zumbon

## Discografia

### Album in studio
- 1968 - Patty Pravo
- 1969 - Concerto per Patty
- 1970 - Patty Pravo
- 1971 - Bravo Pravo
- 1971 - Di vero in fondo
- 1971 - Per aver visto un uomo piangere e soffrire Dio si trasformò in musica e poesia
- 1972 - Sì... incoerenza
- 1973 - Pazza idea
- 1974 - Mai una signora
- 1975 - Incontro
- 1976 - Tanto
- 1976 - Patty Pravo
- 1978 - Miss Italia
- 1979 - Munich Album
- 1982 - Cerchi
- 1984 - Occulte persuasioni
- 1988 - Pigramente signora
- 1989 - Oltre l'Eden...
- 1990 - Pazza idea eccetera eccetera...
- 1994 - Ideogrammi
- 1998 - Notti, guai e libertà
- 2000 - Una donna da sognare
- 2002 - Radio Station
- 2004 - Nic-Unic
- 2007 - Spero che ti piaccia...Pour toi
- 2011 - Nella terra dei pinguini
- 2016 - Eccomi
- 2019 - Red

### Album dal vivo
- 1997 - Bye Bye Patty
- 2001 - Patty Live '99
- 2009 - Live Arena di Verona - Sold Out
- 2018 - Live Teatro Romano di Verona & La Fenice di Venezia

### Raccolte
- 2002 - 100% Patty
- 2013 - Meravigliosamente Patty
- 2017 - Patty Pravo - Rarities 1967

### DVD e VHS
- 1993 - I protagonisti: Patty Pravo - VHS
- 1997 - Bye bye Patty - Patty Pravo Live al Piper - VHS e DVD
- 1997 - The Life On My Own - La vita a modo mio - VHS
- 2009 - Circola un video su di me... - DVD
- 2018 - Live Teatro Romano di Verona & La Fenice di Venezia - DVD

## Cover
Brani originariamente interpretati da Patty Pravo e incisi successivamente da altri artisti:
| Canzone                                                                 | Titolo cover                   | Artista            | Anno | Album/Singolo                             |
| ----------------------------------------------------------------------- | ------------------------------ | ------------------ | ---- | ----------------------------------------- |
| La bambola                                                              | La bambola                     | Dalida             | 1968 | Barclay                                   |
| Tutt'al più                                                             | Tout au plus                   | Dalida             | 1971 | Jesus bambino/Tout au Plus                |
| Non ti bastavo più                                                      | Wasn't it good enough          | David Shel Shapiro | 1972 | Affittasi                                 |
| Storia di una donna che ha amato due volte un uomo che non sapeva amare | The same old chair             | David Shel Shapiro | 1972 | Affittasi                                 |
| Un po' di più                                                           | Un po' di più                  | David Shel Shapiro | 1972 | Affittasi                                 |
| Come un Pierrot                                                         | Come un Pierrot                | Ivan Graziani      | 1974 | Tato Tomaso's Guitars                     |
| Un po' di più                                                           | Un po' di più                  | Mersia             | 1975 | Amava/Un po' di più                       |
| Quale signora                                                           | Ragazzina                      | Giovanni Ullu      | 1978 | Ullu                                      |
| Incontro                                                                | Encuentro                      | Ednita Nazario     | 1978 | Mujer sola                                |
| Un po' di più                                                           | Un po' di più                  | Mina               | 1979 | Attila                                    |
| Sentirti                                                                | Sentirti                       | Mango              | 1979 | Emozioni e parole                         |
| La bambola                                                              | La bambola                     | Ivan Cattaneo      | 1983 | Bandiera gialla                           |
| Ragazzo triste                                                          | Ragazzo triste                 | Ivan Cattaneo      | 1983 | Duemila60 Italian graffiati               |
| Pazza idea                                                              | Pazza idea                     | Iva Zanicchi       | 1987 | Care colleghe                             |
| Emma Bovary                                                             | Emma                           | Franco Battiato    | 1998 | Fleurs                                    |
| Tripoli 1969                                                            | Tripoli '69                    | Platinette         | 1999 | Platinette da viva vol 1                  |
| Tutt'al più                                                             | Tutt'al più                    | Platinette         | 1999 | Platinette da viva vol 1                  |
| Angelus                                                                 | Angelus                        | Ivano Fossati      | 2000 | La disciplina della Terra                 |
| Count down                                                              | Count down                     | Pia Tuccitto       | 2000 | Pia Tuccitto                              |
| Se chiudi gli occhi                                                     | Se chiudi gli occhi            | Pia Tuccitto       | 2000 | Pia Tuccitto                              |
| Buongiorno a te                                                         | Buon giorno a te               | Pia Tuccitto       | 2000 | Pia Tuccitto                              |
| Pensiero stupendo                                                       | Pensiero stupendo              | La Crus            | 2001 | Crocevia                                  |
| Sentirti                                                                | Sentirti                       | Mietta             | 2003 | Per esempio... per amore                  |
| Baby blu                                                                | Il sole è spento               | Luca Madonia       | 2004 | L'essenziale                              |
| Pensiero stupendo                                                       | Pensiero stupendo              | Dolcenera          | 2005 | Un mondo perfetto                         |
| Il paradiso                                                             | Il paradiso                    | Lombroso           | 2007 | Credi di conoscermi                       |
| Se perdo te                                                             | Se perdo te                    | Mango              | 2008 | Acchiappanuvole                           |
| Per una bambola                                                         | Per una bambola                | Baustelle          | 2008 | eseguita solo nei live                    |
| La bambola                                                              | La bambola                     | Giusy Ferreri      | 2008 | Non ti scordar mai di me                  |
| Se perdo te                                                             | Se perdo te                    | Francesco Renga    | 2009 | Orchestraevoce                            |
| Il paradiso                                                             | Il paradiso                    | Noemi              | 2009 | 7ª puntata di X Factor 2 e durante i live |
| ...e dimmi che non vuoi morire                                          | ...e dimmi che non vuoi morire | Noemi              | 2010 | eseguita solo nei live                    |
| La spada nel cuore                                                      | La spada nel cuore             | Manuela Zanier     | 2010 | X Factor 4 Compilation                    |
| Se perdo te                                                             | Se perdo te                    | Paola Iezzi        | 2013 | Se perdo te (EP)                          |

## Tour
- 1969 - Patty Pravo Live 1969
- 1973 - Cantagiro 1973
- 1974 - Mai una signora Tour
- 1975 - Magico incontro Show
- 1976 - Patty Pravo Live 1976
- 1978 - Miss Italia Tour
- 1979 - Autostop Tour
- 1982 - Cerchi Tour
- 1984 - Occulte persuasioni Tour
- 1987 - Contatto Tour
- 1996 - Warm-Up Tour
- 1997 - Bye Bye Patty Tour
- 1998 - Notti, guai e libertà Tour
- 1999 - Patty Live '99
- 2002 - Rehearsal Tour
- 2003 - Stupiscimi Tour
- 2004 - Nic Unic Tour
- 2005 - Patty Pravo Tour 2005
- 2006 - Tour della felicità
- 2008 - Sold Out - Promo Tour
- 2009 - Senza vergogna Tour

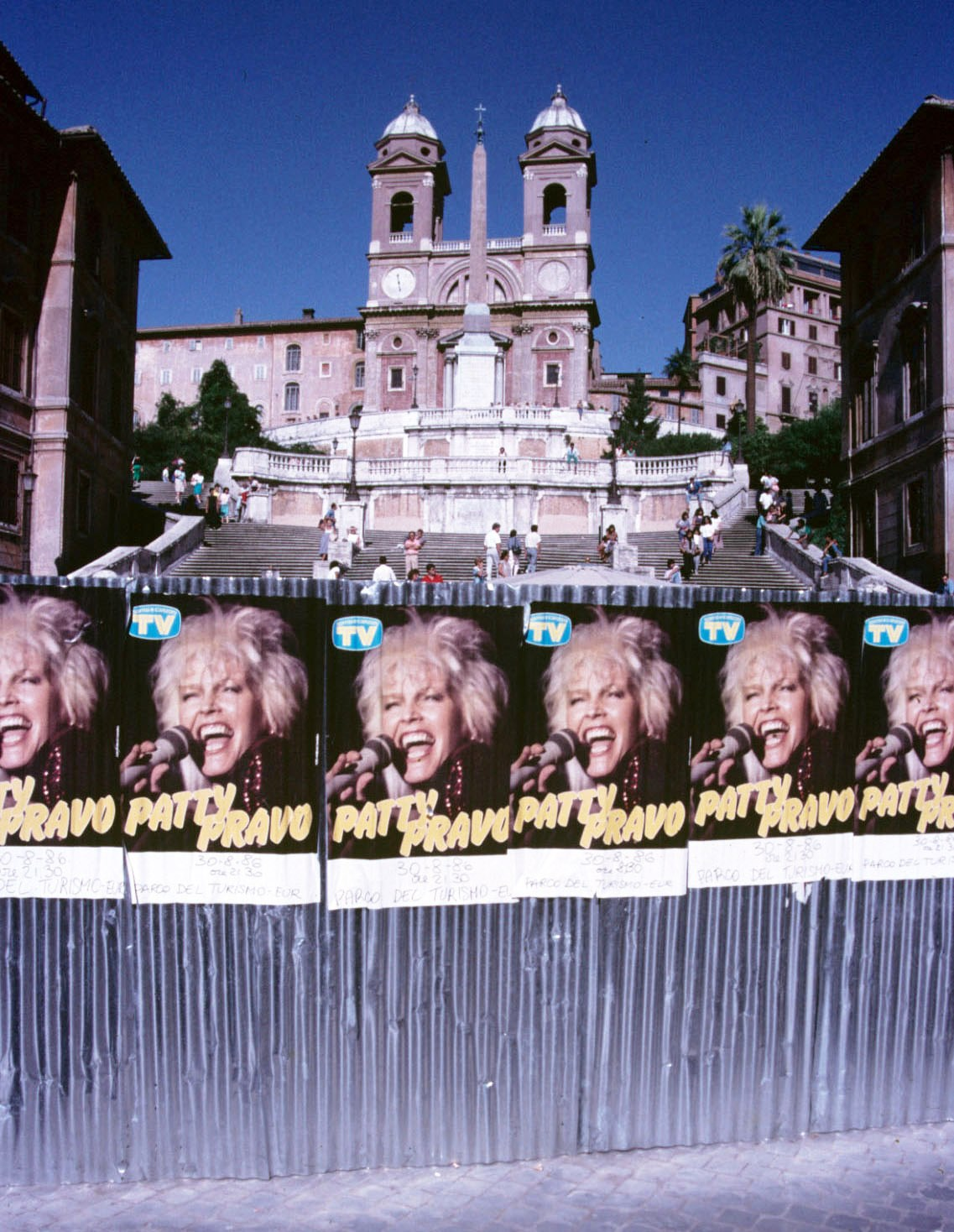
Patty Pravo sui manifesti nel 1986

- 2010 - Senza vergogna Tour - Reprise
- 2011 - Nella terra dei pinguini Tour
- 2011-2012 - Club Tour
- 2013-2015 - Sulla Luna Tour
- 2016 - Eccomi Tour
- 2018 - La cambio io la vita che... Tour
- 2019 - Red Tour
- 2022-2023 - Minaccia Bionda Tour
- 2025 - Ho provato tutto Tour

## Filmografia

Patty Pravo nel film Il ragazzo che sapeva amare (1967)

- Passeggiando per Subiaco, regia di Tullio Piacentini (1967) - Cortometraggio
- Una ragazza tutta d'oro, regia di Mariano Laurenti (1967)
- Toto Ye Ye, episodio di TuttoTotò, regia di Daniele D'Anza (1967)
- L'immensità (La ragazza del Paip's), regia di Oscar De Fina (1967)
- I ragazzi di Bandiera Gialla, regia di Mariano Laurenti (1967)
- Il ragazzo che sapeva amare, regia di Enzo Dell'Aquila (1967)
- La più bella coppia del mondo, regia di Camillo Mastrocinque (1967)
- Pazza idea, regia di Panos H. Koutras (2014)

## Televisione
- Dietro le quinte: Gianni Morandi e Patty Pravo (Programma Nazionale, 1967)
- Stasera: Patty Pravo (Programma Nazionale, 1969)
- Bravo Pravo (ORFT, 1970)
- Cento di queste notti (Programma Nazionale, 1971)
- Stryx (Rete 2, 1978)
- Una Rotonda sul mare 2 (Canale 5, 1990) Concorrente Vincitrice
- Aspettando Patty Pravo (Rai 3, 1992)
- Lasciami cantare! (Rai 1, 2011) Giurata
- In arte Patty Pravo (Rai 3, 2018)
- Ora o mai più (Rai 1, 2018, 2025) Giurata e Coach
- Il cantante mascherato (Rai 1, 2020-2021) Giurata
- A grande richiesta - Minaccia bionda (Rai 1, 2021)
- Drag race italia (Real Time, 2022) giudice ospite
- A modo mio. Patty Pravo (Rai 3, 2024)

Partecipò inoltre dal 1967 al 1969, insieme con Sabina e Virginia Ciuffini, a una serie di sketch della rubrica pubblicitaria televisiva di Carosello, pubblicizzando i gelati Algida.

## Opere letterarie
- Bla, bla, bla..., con Massimo Cotto, Milano, Mondadori, 2007,  p. 128, ISBN 978-88-04-57015-8.
- La cambio io la vita che... Tutta la mia storia, Einaudi, 2017, ISBN 978-88-06-23381-5.
- Minaccia bionda: a modo mio sempre controtempo, Rizzoli, 2020.

## Riconoscimenti
- 1970 - Premio giornalistico alla migliore interpretazione per l'interpretazione del brano La spada nel cuore (Festival di Sanremo 1970)[45]
- 1984 - Premio della critica per l'interpretazione del brano Per una bambola (Festival di Sanremo 1984)[94]
- 1990 - Premio 1º posto nel programma canoro Una rotonda sul mare col brano La bambola[103]
- 1997 - Premio della critica per l'interpretazione del brano ...e dimmi che non vuoi morire (Festival di Sanremo 1997)[117]
- 1997 - Premio Migliore musica per il brano ...e dimmi che non vuoi morire (Festival di Sanremo 1997)[117]
- 1997 - Premio 1º posto nel programma Sanremo Top per le vendite dell'album Bye Bye Patty
- 1997 - Telegatto nella categoria "migliore interprete femminile"
- 1998 - Targa Tenco alla migliore interprete dell'anno per l'album d'autore Notti, guai e libertà[119]
- 1999 - Premio Maschera d'argento per la musica
- 2003 - Premio alla carriera[124]
- 2009 - Premio AFI per l'interpretazione del brano E io verrò un giorno là (Festival di Sanremo 2009)[132]
- 2009 - Premio Ciampi alla carriera[136][137]
- 2009 - Premio Personalità Europea 2009[135]
- 2010 - Premio Lunezia per il miglior brano originale e per la qualità musical-letteraria del brano Sogno[141]
- 2010 - Nastro d'argento per l'interpretazione del brano Sogno[140]
- 2012 - Globo d'oro alla miglior musica per l'interpretazione di Com'è bello far l'amore, canzone originale dall'omonimo film di Fausto Brizzi[140]
- 2012 - Premio Lunezia per il miglior brano originale e per la qualità musical-letteraria del brano La Luna
- 2014 - Premio Personalità Europea 2014
- 2015 - Premio Primitivo di Manduria conferito dal Consorzio di Tutela del Primitivo di Manduria Doc, per la collaborazione con l'autore e compositore manduriano Tullio Mancino
- 2016 - Premio della critica per l'interpretazione del brano Cieli immensi (Festival di Sanremo 2016)
- 2016 - Premio Kinéo Excellence Award per la musica
- 2016 - FIM Award - Rock Elegance
- 2023 - Premio Parole e Musica 2023
- 2024 - Premio Women in Cinema Award
- 2025 - Premio Cigno del Garda 2025